# 쩐 영종
쩐 영종(베트남어: Trần Anh Tông / 陳英宗, 1276년 10월 27일(음력 9월 17일) ~ 1320년 4월 24일(음력 3월 16일))은 베트남 쩐 왕조의 제4대 황제(재위 : 1293년 ~ 1314년)이다. 이름은 쩐투옌(베트남어: Trần Thuyên / 陳烇 진전)이다. 원사에는 이름이 진일추(陳日㷃), 진일추(陳日𤊞)로 기록되어 있다. 칭호는 영황(Anh Hoàng/英皇)이다. 절일은 숭천절(崇天節)이다.

## 생애
1276년 9월 17일(10월 27일), 인종(仁宗)과 흠자황후(欽慈皇后)의 아들로 태어났다. 태어나자 마자 황태손(皇太孫)으로 책봉되었으며, 얼마 안가 동궁태자(東宮太子)로 책봉되었다.
1292년 2월 3일(2월 22일), 동궁태자 쩐투옌을 황태자로 책봉하였다.
1293년 3월 9일(4월 16일), 인종으로부터 양위를 받아 즉위했다. 성년이지만 태상황이 된 아버지인 태상황의 섭정과 노장 쩐흥다오(陳興道)의 보좌를 받았고, 전반기의 치세는 안정되었다. 쩐흥다오의 조언으로 오랜 세월 적대 관계에 있던 참파 왕국과 화목하게 지고 있었다. 
1300년 6월, 쩐흥다오가 사망할 쯤에 스스로 병상을 방문하고 국책을 물어 보는 등 자주 만났다. 이 때, 진흥도는 영종에 대하여 예의를 갖고 말하였다. "군을 단결시키고, 백성에게 너그럽게 접하고, 그 힘을 기르면 대업은 이룰 수 있습니다."라고 말했다. 그 해 8월, 쩐흥다오가 사망하였으며, 쩐흥다오 사후에 스스로 친정을 개시하였다.
1305년 6월, 참파왕 쟈야 심하바르만 3세(制旻, 제민)에게 공주를 시집을 보내주었고, 그 조건으로 참파 북부 지역을 영토를 얻었고, 우호 관계를 중요시하여 외교를 하였다. 
1307년 5월, 참파왕 쟈야 심하바르만 3세가 급사하여, 쟈야 심하바르만 4세(制至, 제지)가 왕위를 이어 받는다.
1311년 12월, 참파왕 쟈야 심하바르만 4세는 베트남 쩐 왕조와 우호 관계를 파기한 후에 선왕이 양도한 참파 북부 영토를 탈환을 준비를 시작하였다. 
1312년 5월, 참파의 외교에 격노한 영종은 참파왕의 동생을 아후(亞候)삼으면서, 스스로 군을 인솔하여 참파에 침공하여, 쟈야 심하바르만 4세를 살해하고, 괴뢰 군주 자야 신하바르만 5세(制能, 제능)를 옹립하여 참파를 속국으로 삼았다.
1314년 3월 18일(4월 3일), 아들 명종(明宗)에게 양위하여 태상황이 되었다. 
1320년 3월 16일(4월 24일), 태상황이 천장부(天長府) 중광궁(重光宮)에서 승하하니 향년 45세(만 43세)이다.

## 존호, 시호, 묘호, 능호
재위 시 존호는 응천광운인명성효황제(Ứng Thiên Quảng Vận Nhân Minh Thánh Hiếu Hoàng Đế/應天廣運仁明聖孝皇帝)이며, 태상황 때 존호는 광요예무태상황제(Quang Nghiêu Duệ Vũ Thái Thượng Hoàng Đế/光堯睿武太上皇帝)이다.
시호는 현문예무흠명인효황제(Hiển Văn Duệ Vũ Khâm Minh Nhân Hiếu Hoàng Đế/顯文睿武欽明仁孝皇帝)이다.
묘호는 영종(Anh Tông/英宗)이며, 능호는 태릉(Thái Lăng/泰陵)이다.

## 가족관계

### 부모
- 부친 : 인종예효황제(Nhân Tông Duệ Hiếu Hoàng Đế/仁宗睿孝皇帝) 쩐캄(Trần Khâm/陳昑/진금)
- 모친 : 흠자보성황후(Khâm Từ Bảo Thánh Hoàng Hậu/欽慈保聖皇后) 쩐 티 찐(Trần Thị Trinh/陳氏貞/진정)

### 후비
- 순성보자황후(Thuận Thánh Bảo Từ Hoàng Hậu/順聖保慈皇后) 진씨(Trần Thị/陳氏) (? ~ 1330년)
- 소자황후(Chiêu Từ Hoàng Hậu/昭慈皇后) 진씨(Trần Thị/陳氏) (? ~ 1359년)
- 정혜비(Tĩnh Huệ Phi/靜惠妃) 범씨(Phạm Thị/范氏)
- 궁빈(Cung Tần/宮嬪) 쩐타이빈(Trần Thái Bình/陳太平)
- 여관(Nữ Quan/女官) 왕씨(Vương Thị/王氏)

### 황자
- 1. (황자 3명 조졸)
- 2. 황태자(皇太子) 쩐만(Trần Mạnh/陳奣/진앵) - 소자황후 소생. 제5대 명종예효황제(明宗睿孝皇帝).

### 황녀
- 1. 천진공주(Thiên Chân Công Chúa/天袗公主) - 보자순성황후 소생.
- 2. 의정공주(Ý Trinh Công Chúa/懿貞公主)
- 3. 휘진공주(Huy Chân Công Chúa/徽袗公主) - 궁빈 진씨 소생.
- 4. 혜진공주(Huệ Chân Công Chúa/惠袗公主) - 여관 왕씨 소생.
- 5. 성진공주(Thánh Chân Công Chúa/聖袗公主)

## 기년
| 영종        | 원년            | 2년        | 3년        | 4년        | 5년        | 6년        | 7년        | 8년        | 9년        | 10년       |
| ----------- | --------------- | ---------- | ---------- | ---------- | ---------- | ---------- | ---------- | ---------- | ---------- | ---------- |
| 서력 (西曆) | 1293년          | 1294년     | 1295년     | 1296년     | 1297년     | 1298년     | 1299년     | 1300년     | 1301년     | 1302년     |
| 간지 (干支) | 계사(癸巳)      | 갑오(甲午) | 을미(乙未) | 병신(丙申) | 정유(丁酉) | 무술(戊戌) | 기해(己亥) | 경자(庚子) | 신축(辛丑) | 임인(壬寅) |
| 연호 (年號) | 흥륭(興隆) 원년 | 2년        | 3년        | 4년        | 5년        | 6년        | 7년        | 8년        | 9년        | 10년       |
| 영종        | 11년            | 12년       | 13년       | 14년       | 15년       | 16년       | 17년       | 18년       | 19년       | 20년       |
| 서력 (西曆) | 1303년          | 1304년     | 1305년     | 1306년     | 1307년     | 1308년     | 1309년     | 1310년     | 1311년     | 1312년     |
| 간지 (干支) | 계묘(癸卯)      | 갑진(甲辰) | 을사(乙巳) | 병오(丙午) | 정미(丁未) | 무신(戊申) | 기유(己酉) | 경술(庚戌) | 신해(辛亥) | 임자(壬子) |
| 연호 (年號) | 11년            | 12년       | 13년       | 14년       | 15년       | 16년       | 17년       | 18년       | 19년       | 20년       |
| 영종        | 21년            | 22년       |            |            |            |            |            |            |            |            |
| 서력 (西曆) | 1313년          | 1314년     |            |            |            |            |            |            |            |            |
| 간지 (干支) | 계축(癸丑)      | 갑인(甲寅) |            |            |            |            |            |            |            |            |
| 연호 (年號) | 21년            | 22년       |            |            |            |            |            |            |            |            |